# Alenia Aeronavali
Alenia Aeronavali ex Officine Aeronavali era una società controllata da Finmeccanica e operante in tre stabilimenti: il primo a nascere fu quello di Venezia intorno alla metà del secolo scorso, seguito da quello di Napoli e successivamente da quello di Brindisi.
L'attività principale della società era quella della trasformazione di aeromobili da trasporto civile a aerei cargo. Importante era anche l'attività di manutenzione su aeromobili militari quali, ad esempio, gli interventi di revisione on site (sul posto) per l'Aeronautica Militare Italiana presso la base aerea di Pratica di Mare.
All'interno dello stabilimento di Venezia erano prodotti i portelloni per i modelli DC-10 e MD-11, aerei cargo della Boeing.
La società, che sul finire degli anni novanta era leader nel campo delle trasformazioni, ha visto, col tempo, la perdita di importanti quote di mercato e, di conseguenza, di tale leadership. Il 1º gennaio 2010, Alenia Aeronavali è stata incorporata in Alenia Aeronautica S.p.A.